# Wanted (serie televisiva sudcoreana)
Wanted (원티드?, WontideuLR, anche nota come The Reality Show - Wanted) è una serie televisiva sudcoreana trasmessa su SBS dal 22 giugno al 18 agosto 2016.

## Trama
Jung Hye-in è una famosa attrice protagonista di innumerevoli drama, film e pubblicità. Lo stesso giorno in cui annuncia il suo ritiro dalle scene, suo figlio viene rapito: con l'aiuto del produttore Shin Dong-wook e del detective della polizia Cha Seung-in, finisce con il partecipare ad un reality show dal vivo durante il quale deve seguire gli ordini del rapitore, svelando indizi che conducano al colpevole e al ritrovamento del proprio figlio.

## Personaggi
- Jung Hye-in, interpretata da Kim Ah-joong
- Cha Seung-in, interpretato da Ji Hyun-woo
- Shin Dong-wook, interpretato da Uhm Tae-woong
- Song Jeong-ho, interpretato da Park Hae-joon
- Choi Joon-goo, interpretato da Lee Moon-sik
- Yeon Woo-shin, interpretato da Park Hyo-joo
- Park Bo-yeon, interpretata da Jun Hyo-seong
- Lee Young-gwan, interpretato da Shin Jae-ha
- Oh Mi-ok, interpretata da Kim Sun-young
- Jung Jung-ki, interpretato da Kim Byeong-ok
- as Park Young-sik, interpretato da Ji Hyun-joon
- as Yoo Dong-joon, interpretato da Jo Ji-hwan
- as Kwon Kyung-hoon, interpretato da Bae Yoo-ram
- Jang Jin-woong, interpretato da Lee Seung-joon
- as Ham Tae-seop, interpretato da Park Ho-san
- Song Hyun-woo, interpretato da Park Min-soo

## Ascolti
| Episodio | Data di trasmissione | Dati TNMS           | Dati TNMS                  | Dati AGB            | Dati AGB                   |
| Episodio | Data di trasmissione | A livello nazionale | Area metropolitana di Seul | A livello nazionale | Area metropolitana di Seul |
| -------- | -------------------- | ------------------- | -------------------------- | ------------------- | -------------------------- |
| 1        | 22 giugno 2016       | 6,9%                | 8,9%                       | 5,9%                | 6,7%                       |
| 2        | 23 giugno 2016       | 6,6%                | 8,4%                       | 7,8%                | 8,2%                       |
| 3        | 29 giugno 2016       | 6,2%                | 7,9%                       | 6,7%                | 8,0%                       |
| 4        | 30 giugno 2016       | 7,0%                | 8,6%                       | 7,6%                | 8,6%                       |
| 5        | 6 luglio 2016        | 5,7%                | 7,3%                       | 7,0%                | 7,5%                       |
| 6        | 7 luglio 2016        | 8,4%                | 10,0%                      | 7,1%                | 7,9%                       |
| 7        | 13 luglio 2016       | 7,1%                | 8,8%                       | 7,7%                | 9,0%                       |
| 8        | 14 luglio 2016       | 7,2%                | 9,2%                       | 7,7%                | 9,0%                       |
| 9        | 20 luglio 2016       | 5,5%                | 6,7%                       | 5,4%                | 6,0%                       |
| 10       | 21 luglio 2016       | 6,9%                | 8,7%                       | 6,5%                | 7,4%                       |
| 11       | 27 luglio 2016       | 5,8%                | 7,8%                       | 6,0%                | 7,1%                       |
| 12       | 28 luglio 2016       | 6,7%                | 8,3%                       | 6,5%                | 7,5%                       |
| 13       | 3 agosto 2016        | 5,3%                | 7,1%                       | 5,2%                | 5,8%                       |
| 14       | 4 agosto 2016        | 6,1%                | 7,3%                       | 5,2%                | 5,4%                       |
| 15       | 17 agosto 2016       | 4,7%                | 6,1%                       | 4,7%                | <6,9%                      |
| 16       | 18 agosto 2016       | 5,1%                | 6,7%                       | 4,9%                | <6,7%                      |
| Media    | Media                | 6,33%               | 7,99%                      | 6,37%               | <7,36%                     |

## Colonna sonora
1. Broken – Lydia Lee
2. Broken (English Ver.) – Lydia Lee
3. To You (나는 너에게) – Ha Dong-kyun
4. Shadow (그림자) – Yezi e Jung Chae-yeon
5. Don't Leave Me (떠나지마) – Hoon.J

## Riconoscimenti
| Anno | Premio           | Categoria                                  | Ricevente     | Risultato       |
| ---- | ---------------- | ------------------------------------------ | ------------- | --------------- |
| 2016 | APAN Star Awards | Excellence Award, Actress in a Miniseries  | Kim Ah-joong  | Candidato/a     |
| 2016 | SBS Drama Awards | Excellence Award, Actress in a Genre Drama | Park Hyo-joo  | Candidato/a     |
| 2016 | SBS Drama Awards | Special Award, Actress in a Genre Drama    | Jun Hyo-seong | Vincitore/trice |